# Даггетт, Тимоти
Тим Даггетт (англ. Timothy P. (Tim) Daggett) (родился 22 мая 1962 года) — бывший американский гимнаст, призёр Олимпийских игр в Лос-Анджелесе 1984 года, золотая и бронзовая медали.

## Биография
Тим Даггет родился 22 мая 1962 года в Спрингфилде, штат Массачусетс. Окончил среднюю школу в Вест Спрингфилде (West Springfield) и Калифорнийский университет в Лос-Анджелесе.
Даггет начал заниматься спортивной гимнастикой в 12 лет.
Студентом колледжа в Лос-Анджелесе, он выступал за дивизион I в гимнастике. Калифорнийский университет он закончил в 1986 году по специальности «психология».
Принимал участие в Олимпийских играх 1984 года в Лос-Анджелесе. В составе команды, выступая со спортсменами Барт Коннер, Питер Видмар и Митч Гейлорд, завоевал золотую медаль. В дополнение к золотой медали в командном первенстве завоевал индивидуальную бронзу на коне.
Выступая на чемпионате мира 1987 года получил перелом кости в левой ноге при неудачном приземлении.
Даггет состоит в браке с Динн (урожденная Lazer). Их дети — Питер и Карли Даггет. В настоящее время работает анестезиологом. Семья живёт в East Longmeadow, Mass.

## Спортивные достижения
| Олимпиада                                         | Дисциплина          | Место              |
| ------------------------------------------------- | ------------------- | ------------------ |
| Летние Олимпийские игры 1984 года в Лос-Анджелесе | абсолютный зачет    | 8 (квалификация)   |
| Летние Олимпийские игры 1984 года в Лос-Анджелесе | командный зачет     | 1                  |
| Летние Олимпийские игры 1984 года в Лос-Анджелесе | вольные упражнения  | 30T (квалификация) |
| Летние Олимпийские игры 1984 года в Лос-Анджелесе | опорный прыжок      | 32T (квалификация) |
| Летние Олимпийские игры 1984 года в Лос-Анджелесе | параллельные брусья | 9 (квалификация)   |
| Летние Олимпийские игры 1984 года в Лос-Анджелесе | перекладина         | 4T                 |
| Летние Олимпийские игры 1984 года в Лос-Анджелесе | кольца              | 6T (квалификация)  |
| Летние Олимпийские игры 1984 года в Лос-Анджелесе | конь                | 3                  |

Принимая участие в национальных и мировых чемпионатах в 1982—1988 годах, завоевывал призовые места.

## Карьера
С момента своего ухода из спорта после летних Олимпийских игр в Сеуле 1988 года Дэггет работал телевизионным комментатором, освещающим события в гимнастике для ПБК на летних Олимпийских играх в Барселоне, Атланте, Сиднее, Афинах, Пекине и Лондоне. Является основным комментатором по NBC гимнастике. Работал с комментаторами Элфи Шлегель, Аль Траутвиг, Настя Люкин, Джон Ретлисбергер, Аманда Борден, и Андреа Джойс.
Является владельцем гимнастического зала в Агауэм, Массачусетс. Тренирует юношескую Олимпийскую команду мальчиков. Его подопечные были национальными чемпионами и членами сборной команды страны.